# 풍선말
풍선말(風船-, Botrydium)은 황록조류에 속하는 조류이다. 몸은 지름 1mm 안팎의 공 모양으로, 주로 마르기 시작한 논·밭 등의 흙 속에서 볼 수 있다. 현미경으로 보면 몸의 아랫부분에 헛뿌리가 있는데, 이것이 흙 속에 박혀 몸을 지탱하는 역할을 한다. 몸의 어느 부분에도 간막이가 없으며, 내부에는 수많은 녹색 색소체와 핵이 세포벽 안쪽에 자리잡고 있다. 한편, 세포 내에 만들어진 유주 세포는 때때로 합체하여 접합자를 만드는데, 이것은 잠시 휴면하였다가 후에 2-4회의 세포 분열로 4-8개의 유주자를 만든다. 그리하여 유주자가 헤엄쳐 나가서 발아하면 새로운 개체가 된다.

## 일부 종
- Botrydium argillaceum
- Botrydium becherianum
- Botrydium corniforme
- Botrydium cystosum
- Botrydium divisum
- Botrydium granulatum
- Botrydium milleri
- Botrydium pachydermum
- Botrydium stoloniferum
- Botrydium tuberosum
- Botrydium wallrothii